# Friedrich Delitzsch
Friedrich Delitzsch (né le 3 septembre 1850 à Erlangen et mort le 19 décembre 1922 à Langenschwalbach, près de Wiesbaden) est un assyriologue allemand.

## Biographie
Delitzsch naît dans la famille de Franz Delitzsch, spécialiste luthérien de l'Ancien Testament et hébraïsant. Il poursuit d'abord ses études en 1868 à l'université de Leipzig auprès de son père, des orientalistes Fleischer et de Krehl (de), ainsi que de Brockhaus, Curtius et Windisch, spécialistes des langues aryennes (indo-germaniques ou indo-européennes). Il apprend l'éthiopien à partir de 1871 auprès d'August Dillmann à Berlin et le sanskrit auprès d'Albrecht Weber. il termine ses études par une thèse intitulée Studien über indogermanisch-semitische Wurzelverwandtschaft. C'est sa rencontre fatidique avec Eberhard Schrader à Iéna (spécialiste de l'Ancien Testament) qui débutait ses cours d'assyrien qui lui permet de recevoir son habilitation en  langues sémitiques en 1874 et en assyriologie à Leipzig. En 1877, il est nommé professeur extraordinaire de l'université de Leipzig, en 1885, professeur ordinaire. En 1893, il est professeur ordinaire à l'université de Breslau et en 1899 à l'université Frédéric-Guillaume de Berlin, succédant à son professeur d'assyriologie.
Delitzsch était cofondateur et chercheur à la Deutsche Orient-Gesellschaft et devient en 1899 directeur du département d'Asie mineure des musées royaux. Ses travaux le conduisent à étudier les langues anciennes du Proche-Orient, comme l'assyrien-akkadien, et aux recherches critiques sur les textes de l'Ancien Testament. Il se fait connaître par un public plus large grâce à des publications et des traductions, comme les travaux concernant Babel et la Bible (1902–1905), appartenant au courant Babel-Bible (Babel-Bibel-Streit), ou « panbabylonien ».
À la suite de ces prises de positions en faveur du Babel-Bibel-Streit, il adopte une position critique vis-à-vis des textes vétérotestamentaires. Son ouvrage intitulé Die große Täuschung va très loin dans ce sens. Il y appelle presque à supprimer l'Ancien Testament du Canon chrétien et, comme Paul Haupt, trouve une origine non pas sémitique des origines de la personne humaine de Jésus, mais des racines indo-européennes (aryennes). Il a utilisé dans la confrontation avec ses adversaires dans la controverse panbabylonienne (Babel-Bible) de 1903 des modèles de plus en plus argumentatifs qui ont été utilisés dans les polémiques anti-juives de son temps. Cependant Delitzsch se refusa avec véhémence jusqu'à sa mort à toute attitude antijuive ou même antisémite,. De fait l'examen de sa vie et de son œuvre interdit de trouver toute trace de racisme subjectif antisémite, mais peut on peut trouver une tendance théologique, dans l'étude de l'Ancien Testament, qui ne donne pas la bonne part au peuple juif. Son rejet progressif de l'Ancien Testament est fondé en grande partie sur son incapacité théologique de rechercher des textes historiques et théologiques et de les combiner les uns avec les autres. Il est donc aujourd'hui discrédité d'un point de vue théologique, en dépit de son importance incontestable en tant qu'assyriologue et en dépit des contributions fondamentales concernant la critique textuelle de l'Ancien Testament
Delitzsch est le père de quatre fils et de deux filles. Le futur juriste Kurt Delitzsch (de) est l'un d'eux

## Quelques ouvrages
- Studien über indogermanisch-semitische Wurzelverwandtschaft, 1873, réédité en 1884.
- Assyriologische Studien, 1874.
- Assyriologische Lesestücke, 1904.
- Wo lag das Paradies? 1881.
- (en) Hebrew language viewed in the light of Assyrian research, 1883.
- Sprache der Kossäer, 1884.
- Prolegomena eines neuen hebräisch-aramäischen Wörterbuches zum Alten Testament, 1886.
- Assyrische Wörterbuch zur gesamten bisher veröffentlichten Keilschriftliteratur unter Berücksichtigung zahlreicher unveröffentlichter Texte, 1887.
- Assyrische Grammatik, 1889.
- Geschichte Babyloniens und Assyriens, 1891.
- Entzifferung der kappadokischen Keilschrift-Tafeln, 1893.
- Assyrisches Handwörterbuch 1894–1896, réédité en 1968.
- Das babylonische Weltschöpfungs-Epos, 1897.
- Die Entstehung des ältesten Schriftsystems oder Ursprung der Keilschriftzeichen, 1897.
- Ex Oriente Lux! Ein Wort zur Förderung der Deutschen Orient-Gesellschaft, 1898.
- Das Buch Hiob neu übersetzt und kurz erklärt, 1902.
- Babel und Bibel, 1902: discours du 13 janvier devant la Deutsche Orientgesellschaft de Berlin, publié en 1903, 1905 et 1921.
- Zweiter Vortrag über Babel und Bibel 1903 et 1904.
- Babel und Bbel. Ein Rückblick und Ausblick, 1904.
- Babel und Bibel. Dritter (Schluss-) Vortrag, 1905.
- Im Lande des einstigen Paradieses, 1903.
- Mehr Licht. Die bedeutsamste Ergebnisse der babylonisch-assyrischen Grabungen für Geschichte Kultur und Religion, 1907.
- Zur Weiterbildung der Religion, 1908.
- Palasttore Salmanassars II, 1908.
- Handel und Wandel in Altbabylonien, 1909.
- Das land ohne Heimkehr. Die Gedanken der Babylonier-Assyrer über Tod und Jenseits, 1911.
- Assyrische Lesestücke mit Elementen der Grammatik und vollständigem Glossar, 5e éd. 1912.
- Sumerische Grammatik, 1914.
- Sumerisches Glossar, 1914.
- Die Lese- und Schreibfehler im Alten Testament nebst den dem Schrifttexte einverleibten Randnoten klassifiziert. Ein Hilfsbuch für Lexikon und Grammatik, Exegese und Lektüre, 1920.
- Die große Täuschung. Kritische Betrachtungen zu den alttestamentlichen Berichten über Israels Eindringen in Kanaan, die Gottesoffenbarung vom Sinai und die Wirksamkeit der Propheten, 1920-1921, réédité en 1934.
- Die große Täuschung. Zweiter (Schluss-) Teil. Fortgesetzte kritische Betrachtungen zum Alten Testament, vornehmlich den Prophetenschriften und Psalmen, nebst Schlußfolgerungen, 1921, réédité en 1926.

## Source
- (de) Cet article est partiellement ou en totalité issu de l’article de Wikipédia en allemand intitulé « Friedrich Delitzsch » (voir la liste des auteurs).